# Biblioteka Wydziału Nauk Politycznych i Studiów Międzynarodowych Uniwersytetu Warszawskiego
Biblioteka Wydziału Nauk Politycznych i Studiów Międzynarodowych Uniwersytetu Warszawskiego – utworzona w 1975 r. jedna z najbogatszych w zbiory bibliotek wydziałowych Uniwersytetu Warszawskiego.
Biblioteka WNPiSM UW mieści się na I piętrze, w pałacu Zamoyskich przy ulicy Nowy Świat 69.

## Historia
Pałac Zamoyskich, gdzie obecnie znajdują się sale wykładowe i biblioteki UW, także Biblioteka WNPiSM, do 2015/2016 BWDiNP UW, został zniszczony w czasie powstania warszawskiego w 1944 roku, odbudowano go w latach 1948-1950. W 1953 r. do pałacu Zamoyskich, znanego z takich zdarzeń jak wyrzucenie przez okno fortepianu Chopina, czy przeprowadzenie nieudanego zamachu na namiestnika carskiego Fiodora Berga, przeniosły się różne jednostki Uniwersytetu Warszawskiego, w tym między innymi Studium Dziennikarstwa. Od 1975 r. miał tam swoją siedzibę Wydział Dziennikarstwa i Nauk Politycznych wraz z Biblioteką .
Początkowo księgozbiór Biblioteki WDiNP UW stanowiły książki będące własnością dawnego Instytutu Nauk Politycznych oraz Studium Dziennikarstwa. Biblioteka w pierwszych latach kierowana była przez Kazimierę Targalską, następnie od 1982 r. przez Marię Piber, a od 2011 r. – Ewę Busse-Turczyńską.
W roku akademickim 2015/2016, Wydział podzielił się na Wydział Nauk Politycznych i Studiów Międzynarodowych oraz Wydział Dziennikarstwa, Informacji i Bibliologii. Biblioteka pozostała w tym samym miejscu, na ul. Nowy Świat 69, obsługuje studentów obu wydziałów i zmieniła nazwę: Biblioteka Wydziału Nauk Politycznych i Studiów Międzynarodowych UW.

## Księgozbiór
Biblioteka należy do systemu biblioteczno-informacyjnego Uniwersytetu Warszawskiego.
Księgozbiór liczy łącznie ponad 75 tys. woluminów książek, czasopism i prac doktorskich.
Kolekcja Biblioteki WDiNP UW tworzona jest pod kątem potrzeb dydaktycznych i naukowych Wydziału. Tematyka gromadzonych wydawnictw wiąże się z naukami politycznymi, społecznymi, dziennikarstwem, historią i prawem. Część kolekcji Biblioteki pochodzi z darów ofiarowanych od pracowników Wydziału, od Ambasad i sympatyków Biblioteki. W Bibliotece znajdują się również unikalne dzieła z XIX i początku XX wieku, m.in.: Znaczenie opinii publicznej w życiu państwowem: Franciszek Holtzendorff,
Warszawa : Bronisław Natanson, 1899; Stara i młoda prasa : przyczynek do historyi literatury ojczystej (1866-1872) : kartki ze wspomnień eksdziennikarza. [Walery Przyborowski]. Petersburg, Księgarnia K. Gredyszyńskiego, 1897. Kolekcja Biblioteki WDiNP UW obejmuje również wydawnictwa obcojęzyczne, w tym ponad 2100 tytułów anglojęzycznych. W roku akademickim 2014/2015 za pośrednictwem Biblioteki udostępniono na Wydziale Dziennikarstwa i Nauk Politycznych UW ponad 40 tys. tytułów naukowych książek elektronicznych. Są to nowości renomowanych wydawnictw światowych.

## Zasady korzystania
W Bibliotece WNPiSM UW można skorzystać z księgozbioru w Czytelni i Wypożyczalni. W systemie bibliotecznym zarejestrowano ponad 4000 użytkowników.
Czytelnia, zgodnie ze Statutem UW, jest publiczną czytelnią naukową. Z księgozbioru mają prawo korzystać wszyscy, którzy są zainteresowani zbiorami Biblioteki WNPiSM UW.
Czytelnia dysponuje 90 miejscami. Znajduje się w niej „księgozbiór podręczny” zawierający dzieła treści ogólnej, encyklopedie, słowniki, informatory oraz czasopisma. Czytelnicy mogą skorzystać z internetu bezprzewodowego oraz przeglądać elektroniczne zasoby naukowe dostępne w sieci akademickiej dla pracowników i studentów UW.
Informacje o księgozbiorze można uzyskać w katalogu online bibliotek UW. Do dyspozycji czytelników w Bibliotece znajdują się komputery z dostępem do internetu, z których można zamawiać książki oraz przeglądać naukowe zasoby dostępne na terenie kampusu.
Z Wypożyczalni mają prawo korzystać studenci, doktoranci oraz pracownicy WNPiSM UW, na podstawie legitymacji elektronicznej. Mają oni możliwość, poprzez swoje konta online, zamawiania, rezerwacji i prolongaty książek.
Główną misją Biblioteki WNPiSM UW jest odpowiedź na potrzeby dydaktyczne i badawcze Wydziału Nauk Politycznych i Studiów Międzynarodowych UW.